# Arie Jacobus de Mare
Arie Jacobus de Mare (Rotterdam, 22 juli 1868 - 's-Gravenhage, 10 december 1958) was een Nederlands bibliothecaris en bibliograaf.

## Biografie
De Mare was de zoon van een conducteur bij de Hollandse IJzeren Spoorwegmaatschappij  die overleed toen hij nog geen tien jaar oud was. Zijn moeder kreeg weliswaar pensioen maar het was te weinig om hem te kunnen laten studeren. Vanaf 1881, hij was toen dus 13 jaar oud, ging hij werken bij de boekbinderij Loeber te Leiden, de stad waar hij ook woonde, namelijk bij zijn zus. Vanaf 1883 ging hij werken bij de Haagse boekbinder Molier terwijl hij 's ochtends bijverdiende met het rondbrengen van melk. 
In 1885 kwam er een tijdelijke vacature bij de Koninklijke Bibliotheek. Directeur M.F.A.G. Campbell stelde hem aan maar hij bleef ook nog werken bij de boekbinder. In die tijd begon hij ook met avondstudies. Toen hij in 1890 bij de KB werd aangesteld als 2e assistent, kon hij zijn baan bij de boekbinder Molier opgeven. 
Zijn carrière bij de KB verliep voorspoedig en in 1919 werd hij bevorderd tot administrateur, de hoogst mogelijke rang. In 1921 werd hij benoemd tot conservator bij het Museum Meermanno en ging hij als custos in het museum zelf wonen hetgeen hij tot 1940 zou blijven doen.
In 1933 ging hij bij de KB met pensioen. Hij bleef echter custos bij Meermanno en werkte aan de catalogus van de gedrukte werken van die collectie die tussen 1937 en 1940 in drie delen verscheen. Na de oorlog werkte hij aan de lijst van geschriften over Multatuli die in 1948 verscheen onder de titel Multatuli-literatuur. Lijst der geschriften van en over Eduard Douwes Dekker. Hij overleed in 1958.

## Onderscheidingen
- Ridder in de Orde van Oranje-Nassau (1925)
- Officier in de Orde van Oranje-Nassau (1933)